# Palmyra (Nova Jérsei)
Palmyra é um distrito localizado no estado americano de Nova Jérsei, no Condado de Burlington.

## Demografia
Segundo o censo americano de 2000, a sua população era de 7091 habitantes.
Em 2006, foi estimada uma população de 7598, um aumento de 507 (7.1%).

## Geografia
De acordo com o United States Census Bureau tem uma área de 6,2 km², dos quais 5,1 km² cobertos por terra e 1,1 km² cobertos por água.

## Localidades na vizinhança
O diagrama seguinte representa as localidades num raio de 8 km ao redor de Palmyra.